# Ksar Beni Mhira (El Ataya)
Ne doit pas être confondu avec Ksar Beni Mhira (Zorgane).
Ksar Beni Mhira ou Ksar El Ataya est un ksar de Tunisie situé dans le gouvernorat de Tataouine.

## Localisation
Le ksar de forme rectangulaire (150 mètres sur 70) se situe sur une colline dans la plaine de la Djeffara, à proximité du village de Beni Mhira et de champs. Deux bâtiments récents séparent la cour en deux.

## Histoire
La fondation du ksar est datée de 1806 selon Kamel Laroussi.

## Aménagement
Le ksar compte environ 160 ghorfas réparties principalement sur deux étages (quelques-unes sur trois étages), Laroussi évoquant 300 ghorfas en 2004.
Si certaines ghorfas sont encore utilisées pour du stockage, l'ensemble a été dégradé, notamment avec la transformation du ksar en caserne de l'armée tunisienne (utilisée en 1985-1986).